# 추억 여행
《추억 여행》은 MBC에서 1990년 10월 4일에 방영된 추석 특집 드라마이다. 고교 시절 연인이었던 중년들이 우연히 바닷가 휴양지에서 만나게 되면서 그 가족들 사이에서 벌어지는 해프닝을 밝고 명랑하게 엮은 코믹 드라마다.

## 줄거리
1960년 봄 고등학교 시절 버스 안에서 우연히 만난 김수봉과 이화순은 연애를 한다. 하지만 화순이 다른 남자와 결혼해버리며 첫사랑은 그렇게 끝나 버린 있다. 그리고 25년이 흐른 뒤 40대 후반이 된 수봉과 화순은 여름 휴가를 보내려 가족들과 왔다가 재회하게 되고 20년 전으로 돌아가 서로를 의식하게 된다. 한편, 화순의 아들 주명은 해변가에서 사진을 찍다가 추근대는 불량배에게 곤란을 겪는 수봉의 딸 미리를 구해준 뒤 그 인연으로 두 사람은 데이트를 하게 된다.

## 등장 인물
- 박인환 : 김수봉 역
- 박원숙 : 이화순 역
- 최진실 : 미리 역 - 수봉의 딸
- 박세준 : 주명 역 - 화순의 아들
- 김영옥
- 홍계실
- 정명환
- 김정하
- 이상철
- 맹상훈